# Nitzavim
Nitzavim, Nitsavim, Nitzabim, Netzavim, o Nesabim (ebraico: נִצָּבִים — tradotto in italiano: “state tutti davanti”, incipit di questa parashah) 51ª porzione settimanale della Torah (ebr. פָּרָשָׁה – parashah o anche parsha/parscià) nel ciclo annuale ebraico di letture bibliche dal Pentateuco, ottava nel Libro del Deuteronomio. Rappresenta il passo Deuteronomio 29:9-30:20, che gli ebrei della Diaspora leggono generalmente in settembre o ai primi di ottobre. Parashah Nitzavim cade sempre nello Shabbat subito prima di Rosh Hashanah.
Il calendario ebraico lunisolare contiene fino a 55 settimane, col numero esatto che varia tra le 50 settimane negli anni comuni e 54 o 55 negli anni bisestili. In alcuni anni bisestili (per es., il 2012, 2015, 2016, 2018 e 2019), la Parashah Nitzavim viene letta separatamente. Negli anni comuni (per es. 2013, 2014 e 2017), la Parashah Nitzavim è combinata con la parashah successiva, la Vayelech, per ottenere il numero di letture settimanali necessarie. Le due porzioni di Torah vengono congiunte eccetto quando due Shabbat cadono tra Rosh Hashanah e Sukkot e nessuno dei due coincide con le grandi Festività ebraiche.
Nel libro di preghiere standard dell'Ebraismo riformato, nel periodo delle Grandi Festività, parti di questa parashah – Deuteronomio 29:9-14 e Deuteronomio 30:11-20– sono le letture bibliche del servizio liturgico mattutino di Yom Kippur, al posto della lettura tradizionale di Levitico Levitico.
Nella parashah, Mosè disse agli Israeliti che tutto il popolo stava dinanzi a Dio per entrare nell'Alleanza, la cui violazione avrebbe causato ogni maledizione, ma se fossero ritornati a Dio e osservato is Suoi comandamenti, allora Dio li avrebbe accettati nuovamente con amore e tenuti ancora uniti da tutte le parti del mondo. Mosè affermò che questa Istruzione non era impossibile da seguire, e presentò agli Israeliti le alternative di vita e di morte, di benedizione e di maledizione, esortandoli a scegliere la vita amando Dio e seguendo i comandamenti.

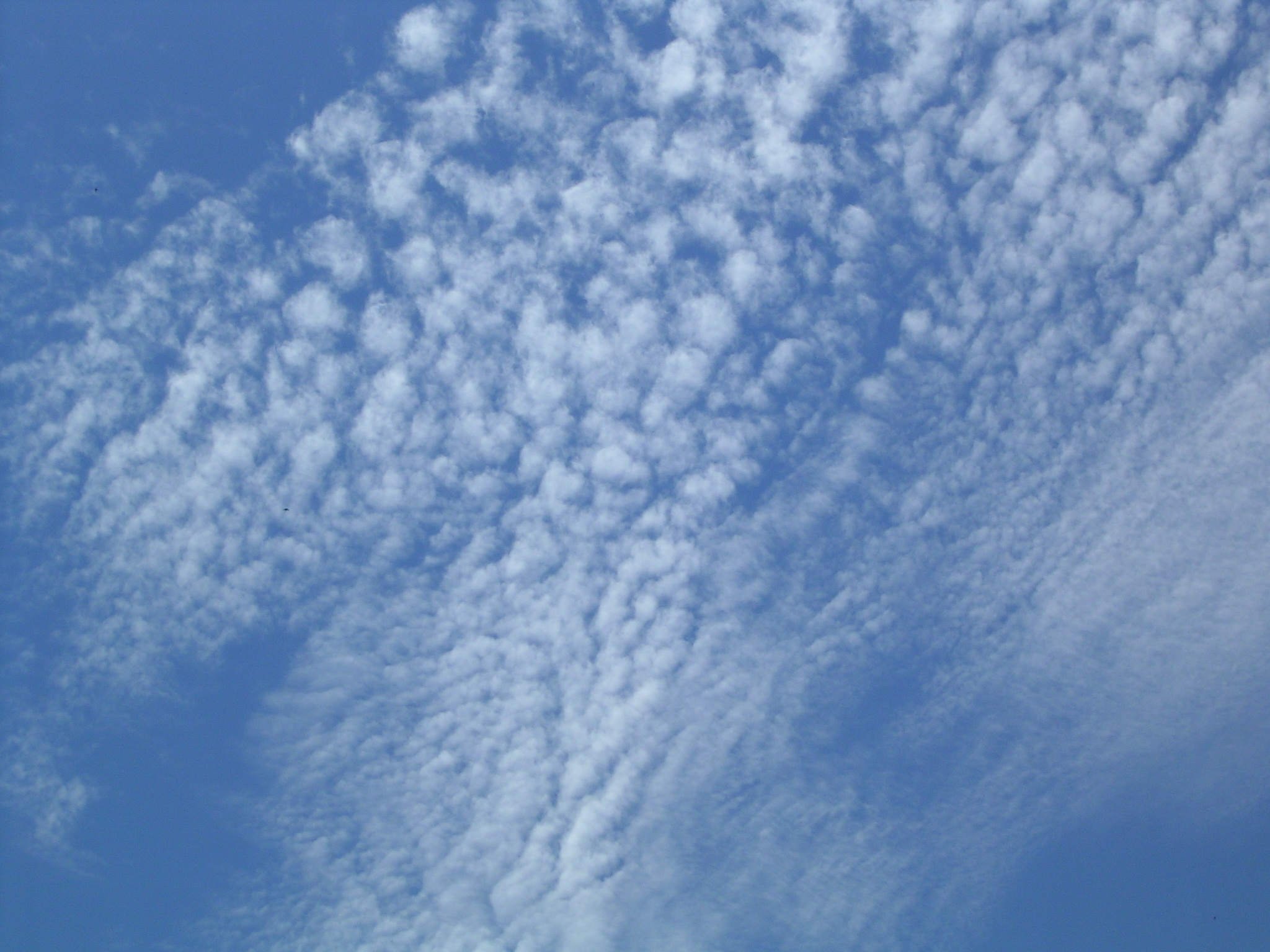
«Questo comando che oggi ti ordino ... non è nel cielo, perché tu dica: Chi salirà per noi in cielo, per prendercelo e farcelo udire e lo possiamo eseguire?»

### Testi
- Testo Masoretico e traduzione JPS 1917, su mechon-mamre.org.
- Parashah cantata, su Bible.ort.org.
- Parashah letta in ebraico, su mechon-mamre.org.

### Commentar
- Academy for Jewish Religion, New York, su ajrsem.org.
- Aish.com. URL consultato l'11 marzo 2013 (archiviato dall'url originale il 17 marzo 2013).
- American Jewish University, su judaism.ajula.edu (archiviato dall'url originale il 20 febbraio 2012).
- Anshe Emes Synagogue, Los Angeles, su anshe.org. URL consultato l'11 marzo 2013 (archiviato dall'url originale il 1º novembre 2012).
- Bar-Ilan University, su biu.ac.il. URL consultato l'11 marzo 2013 (archiviato dall'url originale il 27 settembre 2012).
- Chabad.org.
- eparsha.com.
- G-dcast, su g-dcast.com. URL consultato l'11 marzo 2013 (archiviato dall'url originale il 20 marzo 2013).
- The Israel Koschitzky Virtual Beit Midrash, su vbm-torah.org. URL consultato l'11 marzo 2013 (archiviato dall'url originale il 3 settembre 2011).
- Jewish Agency for Israel, su jewishagency.org. URL consultato l'11 marzo 2013 (archiviato dall'url originale il 30 settembre 2012).
- Jewish Theological Seminary (XML), su jtsa.edu. URL consultato l'11 marzo 2013 (archiviato dall'url originale l'11 marzo 2013).
- MyJewishLearning.com. URL consultato l'11 marzo 2013 (archiviato dall'url originale il 7 ottobre 2008).
- Ohr Sameach, su ohr.edu. URL consultato l'11 marzo 2013 (archiviato dall'url originale il 29 giugno 2011).
- Orthodox Union, su ou.org.
- OzTorah, Torah from Australia, su oztorah.com.
- Oz Ve Shalom — Netivot Shalom, su netivot-shalom.org.il. URL consultato l'11 marzo 2013 (archiviato dall'url originale il 24 giugno 2010).
- Pardes from Jerusalem, su pardes.org.il. URL consultato l'11 marzo 2013 (archiviato dall'url originale il 15 aprile 2012).
- RabbiShimon.com. URL consultato l'11 marzo 2013 (archiviato dall'url originale il 31 marzo 2012).
- Rabbi Shlomo Riskin, su ohrtorahstone.org.il. URL consultato l'11 marzo 2013 (archiviato dall'url originale il 21 agosto 2011).
- Rabbi Shmuel Herzfeld, su rabbishmuel.com. URL consultato l'11 marzo 2013 (archiviato dall'url originale l'11 marzo 2013).
- Reconstructionist Judaism, su www4.jrf.org. URL consultato l'11 marzo 2013 (archiviato dall'url originale il 16 febbraio 2006).
- Sephardic Institute, su judaicseminar.org.
- Shiur.com. URL consultato l'11 marzo 2013 (archiviato dall'url originale il 15 marzo 2013).
- 613.org Jewish Torah Audio, su 613.org. URL consultato l'11 marzo 2013 (archiviato dall'url originale il 27 settembre 2011).
- Tanach Study Center, su tanach.org.
- Teach613.org, Torah Education at Cherry Hill, su teach613.org.
- Torah from Dixie, su tfdixie.com. URL consultato l'11 marzo 2013 (archiviato dall'url originale il 5 marzo 2012).
- Torah.it, su archivio-torah.it.
- Torah.org.
- TorahVort.com.
- Union for Reform Judaism, su urj.org. URL consultato l'11 marzo 2013 (archiviato dall'url originale il 29 agosto 2008).
- United Hebrew Congregations of the Commonwealth, su chiefrabbi.org.
- What’s Bothering Rashi?, su shemayisrael.com.
- Yeshiva University, su yutorah.org. URL consultato l'11 marzo 2013 (archiviato dall'url originale il 18 dicembre 2019).